# 東瑞製葯
東瑞製葯(控股)有限公司，簡稱東瑞製葯(控股)，以及東瑞製葯（英語：Dawnrays Pharmaceutical (Holdings) Limited，港交所：2348），在1995年於江蘇省蘇州市成立。李其玲及熊融禮創辦人及董事會成員。
業務從事頭孢類抗生素以及系統專科藥物(仿製藥)的開發、製造及銷售工作，產品劑型包括原料藥、粉針劑、片劑、膠囊劑、顆粒劑及藥物中間體。在2003年7月11日在香港交易所主板上市。總部位於香港銅鑼灣勿地臣街一號時代廣場蜆殼大廈3212-13室。

## 連結
- Dawnrays.com （页面存档备份，存于）